# Championnat du Maroc de football 1946-1947
Navigation
Édition précédente Édition suivante
La Ligue du Maroc de football 1946-1947 représente la saison footballistique 1946-1947 de la LMFA, il s'agit du 32e édition des championnats du Maroc de football. Elle marque la reprise des championnats à formule classique après 4 saisons de critérium dues au déclenchement de la seconde guerre mondiale.
L'US Athlétique remporte son 3e sacre de champion du Maroc (Division d'Honneur), en battant par 3 buts à 0 l'ASPTT Casablanca au match finale (puisque les deux équipes ont finis premiers du classement en égalité des points), et se qualifie en ligue des champions de l'ULNA.

## Contexte et retour des championnats
Le déclenchement de la seconde guerre mondiale en 1939 a profondément bouleversé le déroulement des championnats tout au long de la guerre. En effet, il provoqua le retour du championnat au système du critérium à la place du championnat au système classique. Il fut ainsi conclu que les clubs reprendraient leurs places respectives à la fin des hostilités. L'élite du championnat, la Division d'Honneur comprenaient 10 clubs à la fin de la saison 1938/1939, à savoir l'US Marocaine, l'US Athlétique, le Racing AC, le CS Marocain, l'OM R'bati, l'ASF Tanger, le SA Marrakech, l'ASPTT Casablanca, le SCC Roches Noires et l'US Fès.
Cependant il fut décidé le retour des championnats durant la saison 1941/1942, dans lequel l'US Marocaine fut sacré champion du Maroc et le SCC Roches Noires fut battu en barrages par l'AS Rabat, provoquant donc de ce fait la descente du club casablancais. La guerre qui était toujours en cours provoqua à nouveau le système du critérium aux championnats en pleine saison 1942-1943.
Vers août 1945 avec la fin de la guerre, il fut décidé par une assemblée générale de la LMFA, le retour eu système classique des championnats avec une formule de 12 clubs dans la Division Honneur pour la saison 1945/1946 en se basant sur les résultats de la saison 1941/42 et des clubs qui s'étaient maintenus, à savoir le RAC, l'USM, l'USA, le SM, l'OM, l'ASTF, l'US Fès, et le SAM, en plus des 2 clubs promus le WAC et l'AS Rabat, puis de l'ASPTT de Casablanca afin de résoudre le litige qui l'opposait au Wydad AC durant la saison 1941/1942 dans la groupe centre du championnat de Promotion. Le 12e club devant être désigner à la suite d'une compétition entre les autres clubs qui s'étaient qualifiés à la compétition finale de la saison 1944/45, que sont l'USD Meknès, l'AS Marrakech et l'IC Marocain, que ce dernier remporta.
Le SCC Roches Noires protesta contre cette décision appelant à un retour à la classification de 1939, car relégué à la suite de la saison 1941/42. Le SCCRN invoqua comme argument le fait que la guerre provoqua beaucoup de pertes au sein des rangs du club casablancais, et donc que le club n'avait pas pu défendre ses chances comme en temps de paix. Le club résiste et fit une nouvelle appel qui donna raison au SCCRN grâce au nouveau comité de la LMFA qui a décidé d'organiser un championnat à 14 clubs afin de donner satisfaction à tout le monde. La décision ne sera appliquée qu'à la saison suivante à la suite de la demande de certains clubs. La reprise des championnats au système classique fut alors programmée pour la saison 1946/47.
La LMFA finit donc par accepter la proposition de 14 clubs de façon exceptionnelle dans une assemblée générale en juillet 1946, et décide d'y reconduire tous les clubs qui devaient participer à la Division d'Honneur en 1945. De plus, le SCC Roches-Noires est intégré à la suite de ses protestations légitimes, en plus d'un 14e club devant être désigné à l'issue d'un tournoi de pré-saison parmi plusieurs équipes : le SC Mazagan, l'US Petitjean, l'USD Meknès, l'US Oujda, l'AS Settat, le Fédala SC, l'AS Marrakech et le SC Taza. Toutefois le championnat sera réduit à 10 clubs la saison suivante, et donc les 4 derniers clubs seront automatiquement relégués en promotion à la fin de la saison, et les 9e et 10e de Division d'Honneur affronteront en barrages les 1er et 2e de Promotion. Le championnat de Promotion reprend sa forme initiale de groupe géographiques.

## Barrages pour la qualification en Division d'Honneur
- Résultats des quarts de finale de l'épreuve[4] :

Les barrages pour la 14e place en Division d'Honneur mettent en jeu initialement huit clubs, à savoir le SC Mazagan, l'US Petitjean, l'USD Meknès, l'US Oujda, l'AS Settat, le Fédala SC, l'AS Marrakech et le SC Taza. Le SC Mazagan qui a fait appel et qui refuse de disputer cette épreuve considérant normalement avoir sa place en Division d'Honneur ne s'est pas présenté pour les quarts de finale des barrages face à l'AS Settat. Le SCM est donc éliminé par forfait. En plus de l'AS Settat, l'US Oujda, l'USD Meknès et le Fédala Sports décrochent leur ticket pour le demi-finales.
| Date               | Équipe 1     | Résultat        | Équipe 2   | Lieu      |
| ------------------ | ------------ | --------------- | ---------- | --------- |
| 1er septembre 1946 | US Petitjean | 0 - 3           | US Oujda   | Petitjean |
| 1er septembre 1946 | USD Meknès   | 4 - 0           | SC Taza    | Meknès    |
| 1er septembre 1946 | AS Marrakech | 3 - 4 (a. p.)   | Fédala SC  | Marrakech |
| 1er septembre 1946 | AS Settat    | 3 - 0 (forfait) | SC Mazagan | Fédala    |

- Résultats des demi-finales de l'épreuve[5] :

Si le Fédala SC se qualifie en finale à la suite du forfait de l'AS Settat, l'US Oujda crée la surprise en éliminant l'USD Meknès pourtant favorite grâce à une victoire par 2 buts à 1 à Oujda.
| Date             | Équipe 1  | Résultat        | Équipe 2   | Lieu   |
| ---------------- | --------- | --------------- | ---------- | ------ |
| 8 septembre 1946 | Fédala SC | 3 - 0 (forfait) | AS Settat  | Fédala |
| 8 septembre 1946 | US Oujda  | 2 - 1           | USD Meknès | Oujda  |

- Résultats de la finale de l'épreuve[6] :

Le Fédala SC remporte l'épreuve et gagne sa place en Division d'Honneur grâce à une victoire 3 buts à 1 après les prolongations face à l'US Oujda dans le Stade Philip de Casablanca.
| Date              | Équipe 1  | Résultat      | Équipe 2 | Lieu       |
| ----------------- | --------- | ------------- | -------- | ---------- |
| 22 septembre 1946 | Fédala SC | 3 - 1 (a. p.) | US Oujda | Casablanca |

## Calendriers de la saison en Ligue du Maroc

### Calendrier de la Division Honneur
- Clubs de la Division Honneur :

La Division Honneur représente le plus haut niveau de la Ligue du Maroc de Football Association, l'équivalent de l'élite pour cette ligue. Elle est constituée de quatorze clubs qui s'affrontent à la fois pour le titre de "Champion de la Division Honneur" et celui de "Champion du Maroc", puisqu'il s'agit du plus haut degré.
Les clubs qui la constituent sont :
L'ASFT : Association Sportive Football de Tanger.
L'ASPTTC : Association Sportive des Postes Télégraphes Téléphones de Casablanca.
L'ASR : Association Sportive de Rabat.
Le FS : Fédala Sports Club.
L'ICM : Idéal Club Marocain.
L'OM : Olympique Marocain.
Le RAC : Racing Athletic Club.
Le SAM : Sports Athlétiques de Marrakech.
Le SCCRN : Sporting Club Cheminots des Roches Noires.
Le SM : Club Stade Marocain.
L'USA : Union Sportive Athlétique.
L'USF : Union Sportive de Fès.
L'USM : Union Sportive Marocaine.
Le WAC : Wydad Athletic Club.
- Calendrier de la Ligue du Maroc pour la Division Honneur[7] :

| Phase aller       | Match 1                 | Match 2               | Match 3               | Match 4                   | Match 5               | Match 6               | Match 7             | Phase retour    |
| ----------------- | ----------------------- | --------------------- | --------------------- | ------------------------- | --------------------- | --------------------- | ------------------- | --------------- |
| 29 septembre 1946 | W.A.C. / R.A.C.         | A.S.P.T.T.C. / U.S.A. | U.S.M. / I.C.M.       | S.C.C.R.N. / S.M.         | A.S.R. / O.M.         | S.A.M / A.S.F.T.      | F.S. / U.S.F.       | 12 janvier 1947 |
| 6 octobre 1946    | I.C.M. / S.M.           | A.S.R. / U.S.A.       | W.A.C. / S.C.C.R.N.   | O.M. / S.A.M.             | A.S.F.T. / U.S.M.     | R.A.C. / U.S.F.       | A.S.P.T.T.C. / F.S. | 26 janvier 1947 |
| 13 octobre 1946   | A.S.P.T.T.C. / A.S.F.T. | S.A.M. / R.A.C.       | S.C.C.R.N. / A.S.R.   | W.A.C. / I.C.M.           | O.M. / U.S.A.         | U.S.F. / U.S.M.       | F.S. / S.M.         | 9 février 1947  |
| 20 octobre 1946   | A.S.R. / I.C.M.         | W.A.C. / O.M.         | S.M. / U.S.M.         | S.C.C.R.N. / U.S.F.       | A.S.F.T. / R.A.C.     | A.S.P.T.T.C. / S.A.M. | U.S.A. / F.S.       | 16 février 1947 |
| 27 octobre 1946   | O.M. / I.C.M.           | A.S.P.T.T.C. / W.A.C. | S.M. / R.A.C.         | U.S.F. / A.S.R.           | S.C.C.R.N. / A.S.F.T. | S.A.M. / U.S.A.       | F.S. / U.S.M.       | 23 février 1947 |
| 10 novembre 1946  | R.A.C. / A.S.P.T.T.C.   | U.S.A. / U.S.M.       | I.C.M. / S.C.C.R.N.   | O.M. / S.M.               | A.S.R. / S.A.M.       | A.S.F.T. / U.S.F      | W.A.C. / F.S.       | 9 mars 1947     |
| 17 novembre 1946  | U.S.A. / I.C.M.         | S.M. / A.S.R.         | U.S.M. / A.S.P.T.T.C. | S.C.C.R.N. / O.M.         | U.S.F. / S.A.M.       | W.A.C. / A.S.F.T.     | F.S. / R.A.C.       | 16 mars 1947    |
| 24 novembre 1946  | S.A.M. / W.A.C.         | A.S.R. / R.A.C.       | I.C.M. / A.S.P.T.T.C. | S.C.C.R.N. / U.S.A.       | U.S.M. / O.M.         | S.M. / U.S.F.         | A.S.F.T. / F.S.     | 23 mars 1947    |
| 8 décembre 1946   | A.S.R. / W.A.C.         | U.S.A. / R.A.C.       | U.S.F. / A.S.P.T.T.C. | U.S.M. / S.C.C.R.N.       | S.M. / S.A.M.         | I.C.M. / A.S.F.T.     | F.S. / O.M.         | 6 avril 1947    |
| 15 décembre 1946  | S.M. / A.S.P.T.T.C.     | U.S.A. / U.S.F.       | W.A.C. / U.S.M.       | R.A.C. / O.M.             | S.A.M. / I.C.M.       | A.S.F.T. / A.S.R.     | S.C.C.R.N. / F.S.   | 13 avril 1947   |
| 22 décembre 1946  | W.A.C. / S.M.           | S.C.C.R.N. / R.A.C.   | U.S.F. / I.C.M.       | O.M. / A.S.P.T.T.C.       | U.S.A. / A.S.F.T.     | U.S.M. / S.A.M.       | F.S. / A.S.R.       | 20 avril 1947   |
| 29 décembre 1946  | A.S.R. / A.S.P.T.T.C    | U.S.A. / S.A.M.       | R.A.C. / U.S.M.       | S.A.M. / S.C.C.R.N.       | W.A.C. / U.S.F.       | A.S.F.T. / O.M.       | I.C.M. / F.S.       | 27 avril 1947   |
| 5 janvier 1947    | U.S.A. / W.A.C.         | U.S.M. / A.S.R.       | R.A.C. / I.C.M.       | A.S.P.T.T.C. / S.C.C.R.N. | U.S.F. / O.M.         | S.M. / A.S.F.T.       | F.S. / S.A.M.       | 11 mai 1947     |

## Résultats des championnats

### Division d'Honneur

#### Classement
À la suite de la dernière journée, l'US Athlétique et l'ASPTT Casablanca se trouvent à égalité en points, ce qui oblige les deux clubs à jouer une finale pour le titre de champion. De plus l'Idéal CM, le Stade Marocain et l'AS Rabat ont tous trois 50 points et vont devoir se départager pour savoir qui descendra immédiatement en Promotion,.
Le barème de points servant à établir le classement se décompose ainsi :
- Victoire : trois points ;
- Match nul : deux points ;
- Défaite : un point.

| Rang | Équipe               | Pts | J  | G | N | P | Bp | Bc | Diff |
| ---- | -------------------- | --- | -- | - | - | - | -- | -- | ---- |
| 1    | US Athlétique        | 59  | 26 |   |   |   |    |    |      |
| -    | ASPTT Casablanca     | 59  | 26 |   |   |   |    |    |      |
| 3    | SA Marrakech         | 58  | 26 |   |   |   |    |    |      |
| 4    | US Marocaine T       | 58  | 26 |   |   |   |    |    |      |
| 5    | Wydad AC V           | 57  | 26 |   |   |   |    |    |      |
| 6    | Fédala SC            | 53  | 26 |   |   |   |    |    |      |
| 7    | Racing AC            | 52  | 26 |   |   |   |    |    |      |
| -    | Olympique marocain P | 52  | 26 |   |   |   |    |    |      |
| 9    | Stade Marocain P     | 50  | 26 |   |   |   |    |    |      |
| 10   | Idéal CM             | 50  | 26 |   |   |   |    |    |      |
| 11   | AS Rabat             | 50  | 26 |   |   |   |    |    |      |
| 12   | SCC Roches Noires    | 47  | 26 |   |   |   |    |    |      |
| 13   | ASF Tanger           | 45  | 26 |   |   |   |    |    |      |
| 14   | US Fès               | 38  | 26 |   |   |   |    |    |      |

|  | Qualification pour le match pour le titre        |
|  | Participation au barrage de promotion-relégation |
|  | Relégation directe en Première Division          |
|  | (T) Tenant du titre (P) Club promu de Promotion  |

#### Résultats
| Résultats (▼dom., ►ext.)                                   | USA | ASPTTC | SAM | USM | WAC | FS  | OM  | RAC | ICM | SM  | ASR | SCCRN | ASFT | USF |
| US Athlétique                                              |     | 1-0    | -   | -   | 3-1 | 2-2 | -   | -   | -   | -   | -   | -     | -    | -   |
| ASPTT Casablanca                                           | -   |        | 2-3 | -   | 2-2 | 1-0 | -   | -   | -   | -   | -   | -     | 10-0 | -   |
| SA Marrakech                                               | 2-0 | -      |     | -   | 2-0 | -   | -   | 4-1 | -   | -   | -   | -     | 3-0  | -   |
| US Marocaine                                               | -   | -      | -   |     | 3-0 | 1-1 | -   | -   | 2-2 | -   | -   | -     | -    | -   |
| Wydad AC                                                   | 2-1 | 0-1    | 2-1 | 2-0 |     | 2-1 | 4-0 | 3-1 | 2-2 | 1-4 | 4-1 | 5-0   | 5-0  | 3-0 |
| Fédala SC                                                  | -   | -      | -   | -   | 1-0 |     | -   | -   | -   | 1-2 | -   | -     | -    | 1-1 |
| OM R'bati                                                  | 2-1 | -      | 0-0 | -   | -   | -   |     | -   | 4-2 | -   | -   | -     | -    | -   |
| Racing AC                                                  | -   | -      | -   | -   | 0-4 | -   | -   |     | -   | -   | -   | -     | -    | 4-2 |
| Idéal CM                                                   | -   | -      | -   | -   | 1-3 | -   | -   | -   |     | 3-3 | -   | -     | -    | -   |
| Stade Marocain                                             | -   | -      | -   | 2-0 | 1-3 | -   | -   | 0-2 | -   |     | -   | -     | -    | -   |
| AS Rabat                                                   | 3-3 | -      | -   | -   | 0-0 | -   | 2-1 | -   | 0-6 | -   |     | -     | -    | -   |
| SCC Roches Noires                                          | -   | -      | -   | -   | 3-2 | -   | -   | -   | 0-1 | 3-4 | -   |       | 2-1  | 3-1 |
| ASF Tanger                                                 | -   | -      | -   | 2-2 | 0-3 | -   | -   | 1-3 | -   | -   | -   | -     |      | -   |
| US Fès                                                     | -   | -      | -   | 3-0 | -   | -   | -   | -   | -   | -   | 0-3 | -     | -    |     |
| - Victoire à domicile - Match nul - Victoire à l'extérieur |     |        |     |     |     |     |     |     |     |     |     |       |      |     |

#### Finale
| Date        | Équipe 1      | Résultat | Équipe 2         | Lieu       |
| ----------- | ------------- | -------- | ---------------- | ---------- |
| 25 mai 1947 | US Athlétique | 3 - 0    | ASPTT Casablanca | Casablanca |

La finale de la Division d'Honneur a lieu le 25 mai 1947, à Casablanca. Le vainqueur de celle-ci est sacré champion du Maroc et de Division d'Honneur. L'US Athlétique remporte finalement le championnat du Maroc, en battant l'ASPTT Casablanca sur le score de 3 buts à 0, et remporte son troisième titre dans la compétition. Le club se qualifie pour la troisième fois au Ligue des champions de l'ULNA.

#### Barrages pour la 9eet 10eplace
| Date          | Équipe 1       | Résultat | Équipe 2       | Lieu       |
| ------------- | -------------- | -------- | -------------- | ---------- |
| 25 mai 1947   | Stade Marocain | 4 - 2    | AS Rabat       | Rabat      |
| 1er juin 1947 | AS Rabat       | 1 - 3    | IC Marocain    | Rabat      |
| 8 juin 1947   | IC Marocain    | 3 - 3    | Stade Marocain | Casablanca |

Le Stade Marocain, l'Idéal CM et l'AS Rabat ont terminé à égalité en points et doivent se départager pour savoir quel est le quatrième club à descendre directement en division de promotion. Le Stade Marocain bat 4 buts à 2 l'ASR lors de la première rencontre. L'Idéal bat la semaine suivante l'ASR 3 buts à 1, provoquant donc la descente du club de Rabat en division inférieure. Le match entre le Stade et l'Idéal pour savoir qui seront les 9e et 10e se termine par un nul. Le Stade qui a un meilleur goal average jouera le finaliste de promotion, le SC Mazagan , et l'Idéal jouera le champion de promotion, l'AS Marrakech, dans le cadre des barrages de promotion-relégation.

## Palmarès[12]
Championnats
- Division Honneur :
  - Équipe première : US Athlétique
  - Équipe deuxième : Wydad AC
  - Équipe troisième : US Marocaine

- Division Pré-Honneur :
  - Équipe première : Fath US
  - Ligue du Nord (Équipe première) : Fath US

- Division Promotion :
  - Équipe première : AS Marrakech
  - Équipe réserve : GS Maarifien

- Division Régional :
  - Ligue du Chaouïa (Équipe première) : GS Maarifien
  - Ligue du Nord (Équipe première) : USD Meknès
  - Ligue du Nord (Équipe réserve) : US Oujda
  - Ligue de Sud (Équipe réserve) : US Safi
  - Ligue Orientale (Équipe réserve) : MC Oujda

- Division Corporatif :
  - Équipe première : CS Énergie

- Division Inférieure :
  - Équipe réserve : US Marocaine
  - Équipe junior : US Marocaine
  - Équipe cadet : Racing AC et AS Marrakech
  - Équipe minime : Olympique Marocain

Coupe d'Ouverture
- Finale : Wydad AC 2-1 CA Marocain

Coupe de Casablanca
- Finale : Wydad AC 3-2 US Marocaine

Coupe du Maroc
- Finale : Majd Al Madina 2-1 Al-Takdoum de Fès

Supercoupe du Maroc
- US Athlétique 5-1 ASPTT Casablanca